# Cnaeus Domitius Ahenobarbus (Kr. e. 122)
Cnaeus Domitius Ahenobarbus (Kr. e. 2. század) római politikus, az előkelő, plebeius származású Domitia gens Ahenobarbus-ágához tartozott. Édesapja, szintén Cnaeus, Kr. e. 162-ben consul volt.
Ahenobarbus életéről keveset tudunk. Kr. e. 122-es consuli évében megtámadta az allobrogok törzsét Galliában, mivel azok fogadták a Rómával ellenséges salluviusok királyát, Teutomaliust, és feldúlták a Rómával szövetségben álló haeduusok földjét. Kr. e. 121-ben döntő győzelmet aratott az allobrox–arvernus koalíció felett Vindaliumnál, nem messze a Rhodanus (Rhône) és a Sulga összefolyásától. Győzelmét számos emlékmű felállításával és díszes felvonulásokkal ünnepelte meg, ahol a csata megnyerésében kulcsfontosságú elefántok egyikén foglalt helyet. Kr. e. 120-ban győzelméért triumphust tarthatott.
Kr. e. 115-ben Lucius Caecilius Metellus Dalmaticusszal közösen töltötte be a censori tisztet, és közösen huszonkét embert zártak ki a senatusból. Ahenobarbus papi tisztséget is viselt. Két fia, Cnaeus és Lucius szintén eljutott a consuli rangig.